# Aristolochia yungasensis
Aristolochia yungasensis är en piprankeväxtart som beskrevs av Henry Hurd Rusby. Aristolochia yungasensis ingår i släktet piprankor, och familjen piprankeväxter. Inga underarter finns listade i Catalogue of Life.